# Espeyrac
Espeyrac – miejscowość i gmina we Francji, w regionie Oksytania, w departamencie Aveyron. W 2013 roku jej populacja wynosiła 241 mieszkańców.  Przez teren gminy przepływa rzeka Lot. 